# Lev Zenkevici
Lev Zenkevici (în rusă Лев Александрович Зенкевич; n. 16 iunie 1889; d. 20 iunie 1970) a fost un oceanolog și zoolog sovietic și membru al Academiei de Științe a URSS. Din 1930 este profesor și șef de catedră la Universitatea din Moscova, iar din anul 1947 și șef de laborator la Institutul de Oceanologie al Academiei de Științe a URSS. Zenkevici a efectuat cercetări importante în domeniul sistematicii, anatomiei și ecologiei nevertebratelor, faunei marine și oceanografiei generale.

## Opere
- „Fauna și productivitatea biologică a mării” (vol.1-2, 1947-1951);
- „Mările URSS, fauna și flora lor” (1951);
- „Biologia mărilor URSS” (1963).

## Premii
- 1951: Premiul de stat al URSS;
- 1965: Premiul Lenin.